# Río (Cantabria)
Río es una población del municipio cántabro de Lamasón, en España. Tenía en 2022 una población de 22 habitantes (INE). Se encuentra a 309 m s. n. m. y dista dos kilómetros de Sobrelapeña, capital municipal.
- Datos: Q6114713